# 목동자리 감마
목동자리 감마(Gamma Boötis)는 목동자리에 있는 쌍성계로, 목동자리 목동 모습의 왼쪽 어깨를 형성한다.  이 별은 세그니스 /sɪˈdʒaɪnəs/ 라고도 알려진다. 이 항성은 흰색을 띠고 +3.03의 겉보기 등급으로 육안으로 볼 수 있다.  히파르코스에서 얻은 시차에 따르면 태양 에서 약 85광년 떨어져있고 -32km/s의 방사 속도로 은하계를 표류하고 있다.